# Península de Ribachi
La península de Rybachi (del ruso: Полуо́стров Рыба́чий), poluóstrov Rybachi; en sami septentrional: Giehkirnjárga; en noruego: Fiskerhalvøya) está situada más al norte de la Rusia europea. Su nombre significa «península de los pescadores». Conectada a la península de Sredni, la «península del medio» por un estrecho istmo, rodeada casi totalmente por las aguas del mar de Barents. Administrada bajo la jurisdicción del raión de Pechenga del óblast de Múrmansk. A siete horas en coche de Múrmansk.
Sus principales actividades económicas son la cría de renos y, tras 2003, la extracción de petróleo.

## Historia
La península se sitúa en una zona donde las fronteras internacionales se trazaron relativamente tarde; la frontera ruso-noruega se elaboró en 1826, colocando la península de Rybachi en el lado ruso. En ese momento, muchos colonos noruegos vivieron en la península.
Después de la Revolución Rusa de 1917, las partes occidentales de penínsulas de Sredni y Rybachi se transfieren a Finlandia. Después de la Guerra de Invierno de 1939-1940, Finlandia cede el territorio a la Unión Soviética de Tratado de Moscú. Los colonos noruegos quedan "atrapados" en la Rusia soviética después de la revolución; algunos de sus descendientes se las arreglaron para obtener la ciudadanía noruega después de la caída de Cortina de Hierro.
Durante Segunda Guerra Mundial, la península es - por tres años - la escena de una guerra de posiciones entre alemanes y rusos. En efecto, tomando la península abrió el camino a las ciudades de Múrmansk y Arcángel, que eran los principales puntos de entrada del programa de Estados Unidos Préstamo y Arriendo. El frente divide la península en dos, cada lado con posiciones fuertemente fortificadas.
Con anterioridad a la disolución de la Unión Soviética, la península estaba altamente militarizada debido a la proximidad de Noruega, un país miembro de la OTAN. Desde entonces, el ejército ha abandonado la zona, pero en 2005, el acceso estaba todavía prohibido a los extranjeros.